# Prospalta albomaculata
Prospalta albomaculata là một loài bướm đêm trong họ Noctuidae.